# Северо-Западный экономический район
Северо-Западный экономический район — один из 12 экономических районов Российской Федерации.

## Формирование района
Северо-Западный экономический район СССР был создан в 1963 году, когда была утверждена таксономическая сетка, уточнённая в 1966 году. Являлся одним из самых крупных по территории районов в Советском Союзе. Он занимал весь север европейской части СССР. В состав района входили: Архангельская, Вологодская, Ленинградская, Мурманская, Новгородская, Псковская области, Карельская и Коми АССР. Площадь района составляла 1662,8 тыс. км² (7,4 % территории Советского Союза), а численность населения в 1975 году составила 12,7 млн человек (5 % населения СССР). В 1980 году из состава Северо-Западного района был выделен Северный экономический район.

## Административное деление
Северо-Западный экономический район состоит из 4 субъектов Российской Федерации:
1. Ленинградская область
2. Новгородская область
3. Псковская область
4. Санкт-Петербург

Численность населения Северо-Западного экономического района — 8 786 119 чел. (2024), 5,5 % от всего населения России. По данным переписи 2010 года, численность населения района составляла 7 903 968 человек.
Площадь Северо-Западного экономического района составляет 195,2 тыс. км².

## Экономико-географическое положение
- Экономическое окружение:
  - экономические районы: Центральный, Северный.
  - соседние государства: Финляндия, Эстония, Латвия, Белоруссия.
- Положение относительно главных топливных, сырьевых и энергетических баз: не является ни одной базой. От всех баз страны удален.
- Положение по отношению к транспортным магистралям: очень выгодное. Развито железнодорожное, водное, автомобильное сообщения, имеется выход к морю.

## Природные условия
- Природная зона: тайга
- Тип почвы: болотно-подзолистая, серая-лесная
- Климат: умеренно континентальный
- Средняя температура:
  - января: −12/-16°С
  - июля: +12/+16°С
- Влажность: высокая
- Количество осадков: от 500—900 мм на востоке до 1600 мм в год на Балтийском побережье

В Северо-Западном экономическом районе располагаются такие старинные города, как Великий Новгород, Псков, Великие Луки, Старая Русса, Приозерск (крепость Корела), Изборск, Старая Ладога.
Крупные порты Северо-Западного района находятся в Санкт-Петербурге (Большой порт и Пассажирский порт), Выборге (порт Выборгский), Приморске (порт Приморск), Усть-Луге (порт Усть-Луга) и Высоцке (порт Высоцк).

## Природные ресурсы района
Небольшое количество:
- горючие сланцы (в Ленинградской области, запасы оцениваются в 701 млн тонн)
- торф (повсеместно, 5 млрд тонн)
- бокситы (Месторождения: Подсосенское, Радынское, Губско-Почаевское, 2,9 млн тонн)
- фосфориты (в районе Кингисеппа)
- строительные материалы, известняки, стекольные пески, гранит

Северо-Западный экономический район обеспечен водными ресурсами (многоводные реки, 7 тысяч озёр, в том числе Ладожское, Онежское, Чудско-Псковское и Ильмень).

## Основные отрасли специализации
- лесная промышленность
- деревообрабатывающая промышленность
- полевая промышленность
- химическая промышленность
- молочная промышленность
- машиностроение:
  - судостроение
  - тракторы
  - автосборка
- сельское хозяйство:
  - льноводство
  - молочное скотоводство
  - свиноводство
  - птицеводство
  - оленеводство

В Северо-Западном экономическом районе производится до 37 % гидравлических и паровых турбин. Также здесь заготавливается 35 % древесины, производится 61 % бумаги и 45 % целлюлозы (по отношению к стране в целом).